# Potchefstroom Herald
 (janvier 2018).
Si vous disposez d'ouvrages ou d'articles de référence ou si vous connaissez des sites web de qualité traitant du thème abordé ici, merci de compléter l'article en donnant les références utiles à sa vérifiabilité et en les liant à la section « Notes et références ».
Le Potchefstroom Herald est un hebdomadaire d'Afrique du Sud en langue afrikaans. Édité à Potchefstroom, c'est un hebdomadaire communautaire afrikaner qui ne parait que le Vendredi pour n'être distribué que sur les communes des Potchefstroom et Ventersdorp. Tiré chaque semaine à 9 000 exemplaires, le journal dispose d'un lectorat régulier de 20 000 personnes. 
Le journal est la propriété du groupe de presse MooiVaal Media Group.